# Pokład startowy
Pokład startowy – pokład statku lub okrętu przystosowany do startów i lądowań statków powietrznych. 
Istnieją pokłady startowe przystosowane do obsługi samolotów. Występują najczęściej na lotniskowcach. Zajmują one niemal całą długość i szerokość kadłuba okrętu. Wyposażone są w urządzenia ułatwiające start - katapulty startowe i lądowanie - aerofiniszer. Posiadają urządzenia ułatwiające pilotom samolotów podejście do lądowania. 
Rodzajem pokładu startowego jest też lądowisko dla śmigłowców. Stanowi ono wyposażenie większości  współczesnych okrętów, a także  niektórych statków cywilnych. W lądowiska wyposażone są platformy wiertnicze. Lądowiska dla śmigłowców wyposażone są w urządzenia ułatwiające start i lądowanie np. wciągarki pozwalające na lądowanie przy znacznych nawet przechyłach okrętu.